# Henry Halleck
Henry Wager Halleck (16. ledna 1815 – 9. ledna 1872) byl americký generál, vědec a právník, během americké občanské války vrchní velitel a náčelník generálního štábu armády Unie. Byl známým odborníkem v oblasti vojenské vědy, což mu vyneslo přezdívku, která se stala hanlivou: Old Brains, „Starý mozek“. Byl důležitým aktérem během přijímání Kalifornie jako státu unie a stal se úspěšným právníkem a developerem.
Na začátku občanské války byl Halleck v letech 1861 až 1862 velitelem armád Unie v na západním bojišti. Zatímco v této době byly armády Unie na východě poráženy a zadržovány, vojska pod Halleckovým velením získala mnoho důležitých vítězství. Halleck však se bitev přímo neúčastnil a jeho podřízení získali většinu slávy. Jedinou operací, při které Halleck vykonával polní velení, bylo obléhání Corinthu na jaře 1862, vítězství Unie, které provedl s extrémní opatrností. Halleck se také dostal do sporů s mnoha svými podřízenými generály, jako byli Ulysses S. Grant a Don Carlos Buell. V červenci 1862, po neúspěšném tažení na poloostrově generálmajora George B. McClellana na východním bojišti, byl Halleck povýšen na vrchního generála všech amerických armád. V této funkci strávil asi rok a půl.
Halleck byl opatrný generál, který pevně věřil v důkladnou přípravu na bitvu a prevenci upřednostňoval před rychlou a agresivní akcí. Byl to mistr správy, logistiky a politiky nezbytné na vrcholu vojenské hierarchie, ale ze svého postu ve Washingtonu mohl jen stěží řídit akce v poli. Jeho podřízení ho často kritizovali a občas ignorovali jeho pokyny. Prezident Abraham Lincoln o něm jednou řekl, že je „jen o něco víc než prvotřídní úředník“.
V březnu 1864 byl Grant povýšen na vrchního generála a Halleck byl odsunut na místo náčelníka štábu. V této roli nemusel přímo řídit pohyby armád, takže uplatnil své organizační schopnosti a zajišťoval, aby armády Unie byly dobře vybavené.